# 페르 한손
페르 요한 오케 한손(스웨덴어: Pär Johan Åke Hansson, 1986년 6월 22일, 스코네 주 베이뷔스트란 ~)은 스웨덴의 전직 프로 축구 선수로, 현역 시절 골키퍼로 활약했다. 그는 2005년부터 2019년까지 현역 선수로 헬싱보리, 엥겔홀름스, 그리고 페예노르트에서 활약했다. 그는 2011년부터 2014년까지 성인 국가대표 선수로서, 스웨덴 국가대표팀 경기에 6번 출전했고, 유로 2012 선수 명단에 이름을 올렸다.

## 클럽 경력
한손은 2005년부터 2019년까지 헬싱보리, 엥겔홀름스, 그리고 페예노르트에서 활약했다. 그는 목부상으로 2019년에 현역에서 은퇴했다.

## 국가대표팀 경력
한손은 스웨덴 U-17, U-19, 그리고 U-21 국가대표팀 일원이었고, U-21 국가대표팀 일원으로 안방에서 열린 2009년 유럽 U-21 선수권 대회에 참가해 준결승까지 올랐다.
그는 2011년 1월 19일에 2-1로 이긴 보츠와나와의 친선경기에서 스웨덴 성인 국가대표팀 첫 경기를 치렀다. 그는 스웨덴의 유로 2012 선수 명단에 이름을 올려 요한 빌란드와 함께 안드레아스 이삭손 골키퍼의 후보로 대기했다. 그가 처음이자 마지막 공식 대회 경기는 2013년 6월 11일에 열린 페로 제도와의 2014년 월드컵 예선전 경기로, 그는 안드레아스 이삭손을 대신해 출전해 프렌즈 아레나에서 2-0 승리에 일조했다. 그는 2014년 1월 17일에 몰도바를 상대로 한 친선경기에서 6번째이자 마지막 국가대표팀 경기를 치렀는데, 90분 소화한 이 경기는 2-1 승리로 끝났다.

## 경력 통계

### 국가대표팀
| 국가대표팀 | 연도 | 출장 | 골 |
| ---------- | ---- | ---- | -- |
| 스웨덴     | 2011 | 1    | 0  |
| 스웨덴     | 2012 | 1    | 0  |
| 스웨덴     | 2013 | 3    | 0  |
| 스웨덴     | 2014 | 1    | 0  |
| 합계       | 합계 | 6    | 0  |

## 수상
헬싱보리
- 알스벤스칸: 2011
- 스벤스카 쿠펜: 2010, 2011
- 스벤스카 수페르쿠펜: 2011, 2012

페예노르트
- 에레디비시 : 2016–17
- KNVB 베커르: 2015–16

스웨덴
- 킹스컵: 2013